# 克爾季尼夫
49°53′15″N 23°36′24″E / 49.88750°N 23.60667°E
克爾季尼夫（烏克蘭語：Кертинів），是烏克蘭的村落，位於該國西部利沃夫州，由亞沃里夫區負責管轄，始建於1926年，面積6.21平方公里，海拔高度308米，2001年人口60，人口密度每平方公里9.66人。